# Trichomma subnigricans
Trichomma subnigricans är en stekelart som beskrevs av Wang 1985. Trichomma subnigricans ingår i släktet Trichomma och familjen brokparasitsteklar. Inga underarter finns listade i Catalogue of Life.